# Brasil Open 2015 - Qualificazioni singolare
Le qualificazioni del singolare  del Brasil Open 2015 sono state un torneo di tennis preliminare per accedere alla fase finale della manifestazione. I vincitori dell'ultimo turno sono entrati di diritto nel tabellone principale. In caso di ritiro di uno o più giocatori aventi diritto a questi sono subentrati i lucky loser, ossia i giocatori che hanno perso nell'ultimo turno ma che avevano una classifica più alta rispetto agli altri partecipanti che avevano comunque perso nel turno finale.

## Teste di serie
1. Andreas Haider-Maurer (secondo turno)
2. Daniel Gimeno Traver (ultimo turno)
3. Máximo González (qualificato)
4. Facundo Bagnis (ultimo turno, Lucky loser)

1. Thiemo de Bakker (qualificato)
2. Luca Vanni (qualificato)
3. Adrian Ungur (ultimo turno)
4. Marco Cecchinato (secondo turno)

## Qualificati
1. Guido Pella
2. Luca Vanni

1. Máximo González
2. Thiemo de Bakker

## Tabellone qualificazioni

### Legenda
| - Q = Qualificato - WC = Wild card - LL = Lucky loser | - ALT = Alternate - SE = Special Exempt - PR = Protected Ranking | - w/o = Walkover - r = Ritirato - d = Squalificato |

### Sezione 1
|  | Primo turno | Primo turno             | Primo turno             | Primo turno | Primo turno |  |  | Secondo turno | Secondo turno         | Secondo turno     | Secondo turno | Secondo turno |   |   | Ultimo turno | Ultimo turno | Ultimo turno | Ultimo turno | Ultimo turno |  |
|  |             |                         |                         |             |             |  |  |               |                       |                   |               |               |   |   |              |              |              |              |              |  |
|  | 1           | Andreas Haider-Maurer   | Andreas Haider-Maurer   | 6           | 7           |  |  |               |                       |                   |               |               |   |   |              |              |              |              |              |  |
|  |             | Nicolás Barrientos      | Nicolás Barrientos      | 1           | 5           |  |  | 1             | Andreas Haider-Maurer | 1                 | 6             | 64            |   |   |              |              |              |              |              |  |
|  |             | Guido Pella             | 5                       | 6           | 6           |  |  |               | Guido Pella           | 6                 | 4             | 7             |   |   |              |              |              |              |              |  |
|  |             | Andrea Collarini        | 7                       | 1           | 4           |  |  |               |                       |                   |               |               |   |   |              | Guido Pella  | 6            | 3            | 6            |  |
|  |             | João Pedro Sorgi        | João Pedro Sorgi        | 0           | 1           |  |  |               |                       | 7                 | Adrian Ungur  | 3             | 6 | 2 |              |              |              |              |              |  |
|  |             | Christian Lindell       | Christian Lindell       | 6           | 6           |  |  |               | Christian Lindell     | Christian Lindell | 4             | 4             |   |   |              |              |              |              |              |  |
|  | WC          | Carlos Eduardo Severino | Carlos Eduardo Severino | 5           | 5           |  |  | 7             | Adrian Ungur          | Adrian Ungur      | 6             | 6             |   |   |              |              |              |              |              |  |
|  | 7           | Adrian Ungur            | Adrian Ungur            | 7           | 7           |  |  |               |                       |                   |               |               |   |   |              |              |              |              |              |  |

### Sezione 2
|  | Primo turno | Primo turno            | Primo turno           | Primo turno | Primo turno |  |  | Secondo turno | Secondo turno          | Secondo turno          | Secondo turno | Secondo turno |   |   | Ultimo turno | Ultimo turno         | Ultimo turno         | Ultimo turno | Ultimo turno |  |
|  |             |                        |                       |             |             |  |  |               |                        |                        |               |               |   |   |              |                      |                      |              |              |  |
|  | 2           | Daniel Gimeno Traver   | Daniel Gimeno Traver  | 6           | 6           |  |  |               |                        |                        |               |               |   |   |              |                      |                      |              |              |  |
|  | WC          | Fernando Romboli       | Fernando Romboli      | 4           | 4           |  |  | 2             | Daniel Gimeno Traver   | 6                      | 6             | 6             |   |   |              |                      |                      |              |              |  |
|  |             | Tiago Lopes            | Tiago Lopes           | 6           | 6           |  |  |               | Tiago Lopes            | 1                      | 7             | 3             |   |   |              |                      |                      |              |              |  |
|  |             | Daniel Dutra da Silva  | Daniel Dutra da Silva | 4           | 2           |  |  |               |                        |                        |               |               |   |   | 2            | Daniel Gimeno Traver | Daniel Gimeno Traver | 4            | 4            |  |
|  |             | Martín Cuevas          | 4                     | 6           | 1           |  |  |               |                        | 6                      | Luca Vanni    | Luca Vanni    | 6 | 6 |              |                      |                      |              |              |  |
|  |             | Rogério Dutra da Silva | 6                     | 4           | 6           |  |  |               | Rogério Dutra da Silva | Rogério Dutra da Silva | 2             | 4             |   |   |              |                      |                      |              |              |  |
|  | WC          | Alexandre Tsuchiya     | Alexandre Tsuchiya    | 4           | 5           |  |  | 6             | Luca Vanni             | Luca Vanni             | 6             | 6             |   |   |              |                      |                      |              |              |  |
|  | 6           | Luca Vanni             | Luca Vanni            | 6           | 7           |  |  |               |                        |                        |               |               |   |   |              |                      |                      |              |              |  |

### Sezione 3
|  | Primo turno | Primo turno       | Primo turno       | Primo turno | Primo turno |  |  | Secondo turno | Secondo turno     | Secondo turno     | Secondo turno | Secondo turno |   |   | Ultimo turno | Ultimo turno    | Ultimo turno | Ultimo turno | Ultimo turno |  |
|  |             |                   |                   |             |             |  |  |               |                   |                   |               |               |   |   |              |                 |              |              |              |  |
|  | 3           | Máximo González   | 3                 | 6           | 7           |  |  |               |                   |                   |               |               |   |   |              |                 |              |              |              |  |
|  |             | Thiago Monteiro   | 6                 | 2           | 6(1)        |  |  | 3             | Máximo González   | Máximo González   | 7             | 2             |   |   |              |                 |              |              |              |  |
|  |             | Nicolás Kicker    | Nicolás Kicker    | 2           | 3           |  |  |               | Giovanni Lapentti | Giovanni Lapentti | 5             | 0r            |   |   |              |                 |              |              |              |  |
|  |             | Giovanni Lapentti | Giovanni Lapentti | 6           | 6           |  |  |               |                   |                   |               |               |   |   | 3            | Máximo González | 6            | 1            | 6            |  |
|  |             | André Ghem        | André Ghem        | 7           | 6           |  |  |               |                   |                   | André Ghem    | 4             | 6 | 3 |              |                 |              |              |              |  |
|  |             | Henrique Cunha    | Henrique Cunha    | 5           | 3           |  |  |               | André Ghem        | André Ghem        | 6             | 7             |   |   |              |                 |              |              |              |  |
|  |             | Caio Zampieri     | 7                 | 4           | 4           |  |  | 8             | Marco Cecchinato  | Marco Cecchinato  | 3             | 63            |   |   |              |                 |              |              |              |  |
|  | 8           | Marco Cecchinato  | 64                | 6           | 6           |  |  |               |                   |                   |               |               |   |   |              |                 |              |              |              |  |

### Sezione 4
|  | Primo turno | Primo turno      | Primo turno      | Primo turno | Primo turno |  |  | Secondo turno | Secondo turno    | Secondo turno    | Secondo turno    | Secondo turno    |   |   | Ultimo turno | Ultimo turno   | Ultimo turno   | Ultimo turno | Ultimo turno |  |
|  |             |                  |                  |             |             |  |  |               |                  |                  |                  |                  |   |   |              |                |                |              |              |  |
|  | 4           | Facundo Bagnis   | Facundo Bagnis   | 6           | 6           |  |  |               |                  |                  |                  |                  |   |   |              |                |                |              |              |  |
|  | WC          | Caio Silva       | Caio Silva       | 2           | 0           |  |  | 4             | Facundo Bagnis   | Facundo Bagnis   | 6                | 6                |   |   |              |                |                |              |              |  |
|  |             | André Miele      | André Miele      | 1           | 1           |  |  |               | Fabricio Neis    | Fabricio Neis    | 3                | 4                |   |   |              |                |                |              |              |  |
|  |             | Fabricio Neis    | Fabricio Neis    | 6           | 6           |  |  |               |                  |                  |                  |                  |   |   | 4            | Facundo Bagnis | Facundo Bagnis | 1            | 4            |  |
|  |             | Elias Ymer       | Elias Ymer       | 6           | 6           |  |  |               |                  | 5                | Thiemo de Bakker | Thiemo de Bakker | 6 | 6 |              |                |                |              |              |  |
|  |             | Ricardo Hocevar  | Ricardo Hocevar  | 2           | 2           |  |  |               | Elias Ymer       | Elias Ymer       | 3                | 3                |   |   |              |                |                |              |              |  |
|  |             | Filippo Volandri | Filippo Volandri | 1           | 2           |  |  | 5             | Thiemo de Bakker | Thiemo de Bakker | 6                | 6                |   |   |              |                |                |              |              |  |
|  | 5           | Thiemo de Bakker | Thiemo de Bakker | 6           | 6           |  |  |               |                  |                  |                  |                  |   |   |              |                |                |              |              |  |